# Vuelta a Murcia
La Vuelta Ciclista a Murcia è una corsa a tappe maschile di ciclismo su strada, che si disputa nella regione di Murcia, in Spagna, ogni anno nel mese di febbraio. Dal 2005 fa parte del calendario dell'UCI Europe Tour, fino al 2013 come corsa a tappe di classe 2.1; dal 2013 diventa corsa in linea di classe 1.1, per poi tornare dal 2019 al formato di corsa a tappe di categoria 2.1.

## Storia
Nata nel 1981 come evento riservato ai dilettanti, cinque anni dopo si trasformò in gara nazionale per professionisti, e dal 1989 divenne una competizione di livello internazionale.
Tra i vincitori che hanno contribuito a dare prestigio all'evento vanno ricordati anche Pedro Delgado, Miguel Indurain ed Alejandro Valverde, unico atleta in grado di vincere la corsa per ben cinque volte.
Spesso il suo tracciato comprende il Collado Bermejo, salita molto selettiva che dal 2004 è stata ribattezzata Cima Marco Pantani, in onore al ciclista italiano vincitore dell'edizione 1999.

## Albo d'oro
Aggiornato all'edizione 2025.
| Anno | Vincitore                      | Secondo                  | Terzo                 |
| ---- | ------------------------------ | ------------------------ | --------------------- |
| 1981 | Pedro Delgado                  |                          |                       |
| 1982 | José Sanchis                   |                          |                       |
| 1983 | Javier Cedena                  |                          |                       |
| 1984 | Ricardo Martínez               |                          |                       |
| 1985 | José Recio                     | Jesús Blanco Villar      | Pedro Delgado         |
| 1986 | Miguel Indurain                | Pello Ruiz Cabestany     | Jaime Vilamajo        |
| 1987 | Pello Ruiz Cabestany           | Carlos Hernández         | Mariano Sánchez       |
| 1988 | Carlos Hernández               | William Palacio          | Juan Tomás Martínez   |
| 1989 | Marino Alonso                  | Silvano Contini          | Víctor Gonzalo        |
| 1990 | Tom Cordes                     | Santos Hernández         | Eduardo Chozas        |
| 1991 | José Luis Villanueva           | Claudio Chiappucci       | Julián Gorospe        |
| 1992 | Álvaro Mejía                   | Antonio Martín Velasco   | Melchor Mauri         |
| 1993 | Carlos Galarreta               | Laudelino Cubino         | Eddy Bouwmans         |
| 1994 | Melchor Mauri                  | Aitor Gamendía           | Herminio Díaz Zabala  |
| 1995 | Adriano Baffi                  | Erik Breukink            | Maurizio Fondriest    |
| 1996 | Melchor Mauri                  | Wladimir Belli           | Rodolfo Massi         |
| 1997 | Juan Carlos Domínguez          | Ignacio García Camacho   | Santos González       |
| 1998 | Alberto Elli                   | Aleksandr Vinokurov      | Marco Pantani         |
| 1999 | Marco Pantani                  | Javier Pascual Rodríguez | Beat Zberg            |
| 2000 | David Cañada                   | Javier Pascual Llorente  | José Alberto Martínez |
| 2001 | Aitor González                 | Javier Pascual Llorente  | Mikel Zarrabeitia     |
| 2002 | Víctor Hugo Peña               | Jan Hruška               | Oscar Camenzind       |
| 2003 | Javier Pascual Llorente        | Jan Hruška               | Haimar Zubeldia       |
| 2004 | Alejandro Valverde             | José Iván Gutiérrez      | Cadel Evans           |
| 2005 | Koldo Gil                      | Antonio Colom            | Damiano Cunego        |
| 2006 | Santos González                | José Iván Gutiérrez      | David Bernabéu        |
| 2007 | Alejandro Valverde             | Ángel Vicioso            | Manuel Lloret         |
| 2008 | Alejandro Valverde             | Stefano Garzelli         | Alberto Contador      |
| 2009 | Denis Men'šov                  | Rubén Plaza              | Pieter Weening        |
| 2010 | František Raboň                | Denis Men'šov            | Bradley Wiggins       |
| 2011 | Alberto Contador Jérôme Coppel | Denis Men'šov            | Wout Poels            |
| 2012 | Nairo Quintana                 | Jonathan Tiernan-Locke   | Wout Poels            |
| 2013 | Daniel Navarro                 | Bauke Mollema            | Alejandro Valverde    |
| 2014 | Alejandro Valverde             | Tiago Machado            | Davide Rebellin       |
| 2015 | Rein Taaramäe                  | Bauke Mollema            | Zdeněk Štybar         |
| 2016 | Philippe Gilbert               | Alejandro Valverde       | Il'nur Zakarin        |
| 2017 | Alejandro Valverde             | Jhonatan Restrepo        | Patrick Konrad        |
| 2018 | Luis León Sánchez              | Alejandro Valverde       | Philippe Gilbert      |
| 2019 | Luis León Sánchez              | Alejandro Valverde       | Pello Bilbao          |
| 2020 | Xandro Meurisse                | Josef Černý              | Lennard Kämna         |
| 2021 | Antonio Jesús Soto             | Ángel Madrazo            | Gonzalo Serrano       |
| 2022 | Alessandro Covi                | Matteo Trentin           | Matis Louvel          |
| 2023 | Ben Turner                     | Simon Clarke             | Jordi Meeus           |
| 2024 | Ben O'Connor                   | Jan Tratnik              | Tim Wellens           |
| 2025 | Fabio Christen                 | Aurélien Paret-Peintre   | Christian Scaroni     |